# Torre de Aires

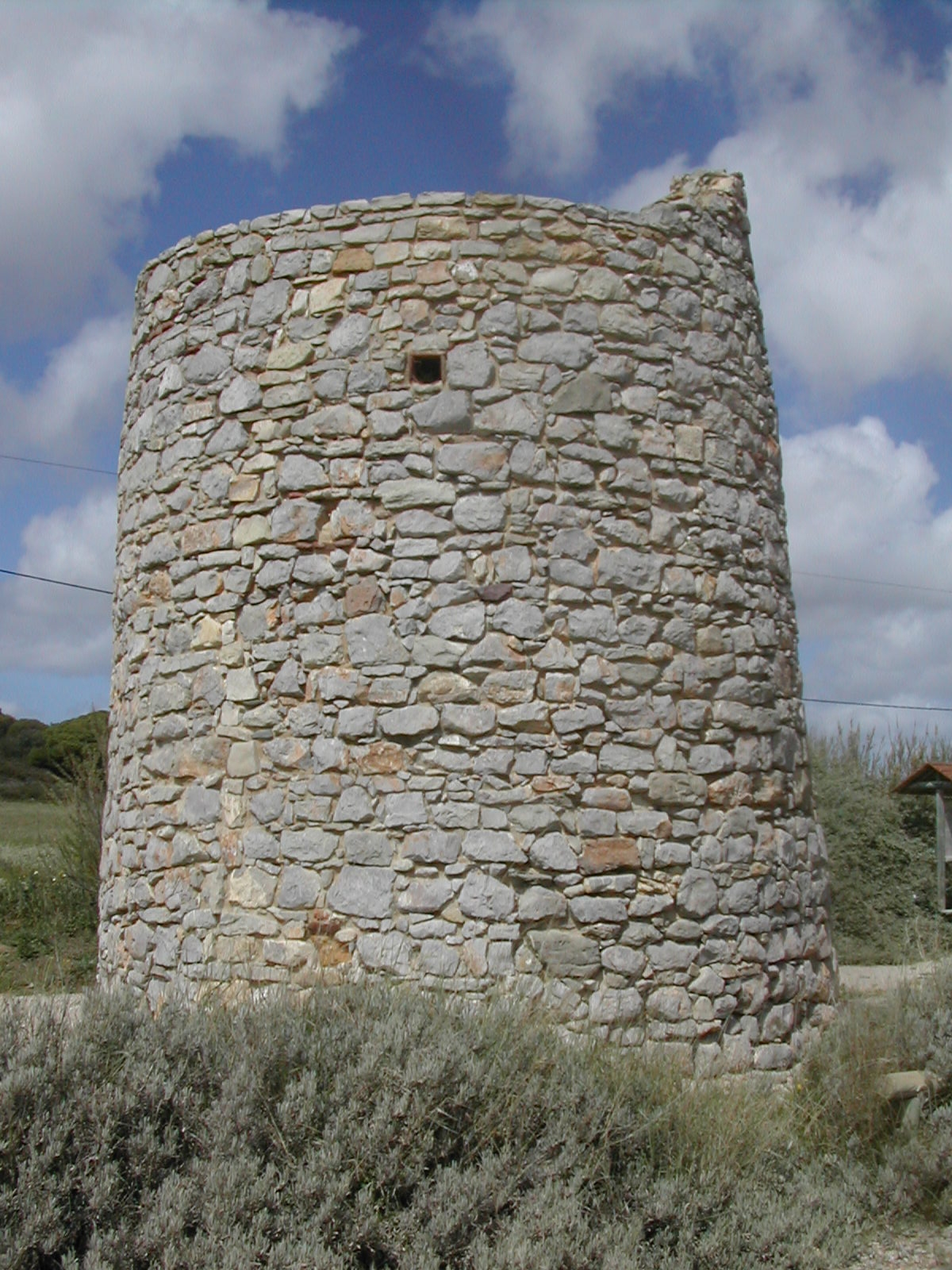
Torre de Aires na Ria Formosa.

Torre de Aires (também chamada de Torre d'Aires ou de Aires Gonçalves), é um sítio da freguesia da Luz de Tavira, em Tavira. Esta localidade fez parte do sistema de defesa marítima do território português, em particular de Tavira.
Possui uma torre de vigia (posição 37° 04′ 35″ N, 7° 42′ 25″ O) sobre a Ria Formosa, recuperada em 1996 e enquadrada com arranjo paisagístico em 2008.